# Rörviks naturreservat
Rörviks naturreservat är ett naturreservat i Norrtälje kommun i Stockholms län.
Området är naturskyddat sedan 1981 och är 24 hektar stort. Reservatet omfattar en udde i Bagghusfjärden. Reservatet består av  ängsmark, barrskog med inslag av lövträd samt mindre partier av lövskog och sumpskog.